# Heinz Lammerding
Heinz Bernard Lammerding, o forse Heinrich Bernhard Lammerding (Dortmund, 27 agosto 1905 – Bad Tölz, 13 gennaio 1971), è stato un generale tedesco, Gruppenführer, Generalleutnant e criminale di guerra delle Waffen-SS durante la seconda guerra mondiale.

## Biografia
Lammerding, durante la Seconda guerra mondiale, comandò la 2. SS-Panzer-Division "Das Reich", che perpetrò l'eccidio di Tulle e il massacro di Oradour-sur-Glane nell'allora Francia occupata. Nel 1953 venne portato a processo per crimini di guerra, per aver ordinato i due massacri nel 1944 a Tulle e Oradour-sur-Glane. Venne condannato a morte in contumacia dalla corte di Bordeaux, ma non venne mai estradato dalla Germania Ovest, e non venne mai giudicato da una corte tedesca.
Secondo Danny S. Parker, Lammerding era stato già giudicato nella Germania Ovest, accusato di crimini di guerra e condannato alla prigione. Pertanto, non era assoggettato all'estradizione ai sensi della Legge fondamentale tedesca, con grande costernazione dei francesi. Essi minacciarono di inviare un'unità di commando per catturarlo, prendendo ad esempio quello che Israele aveva fatto con Adolf Eichmann. Ma prima che questo accadesse, Lammerding morì nel 1971.
Il suo funerale divenne un'aggregazione di ex ufficiali delle Waffen-SS.